# Rekonkvista
Rekonkvista ali rekonkista (špansko, portugalsko in galicijsko Reconquista = ponovna osvojitev) je zgodovinski proces, ki se je odvijal na Iberskem polotoku približno 780 let. 
Potekal je po Omajadski zmagi nad Vizigotskim kraljestvom leta 711 in se zaključil s padcem Granadskega emirata leta 1492. 
Zahodni zgodovinarji so za začetek rekonkviste imenovali bitko pri Covadongi (718 ali 722). Ta bitka zaznamuje eno od prvih zmag krščanskih vojaških sil po islamskem osvajanju Iberskega polotoka leta 711. V njej je skupina, ki jo je vodil plemič Pelagij Asturski, premagala kalifatsko vojsko v gorah severnega dela Iberskega polotoka. S to zmago se ponovno vzpostavi neodvisno krščansko Astursko kraljestvo.
Rekonkvista je bila končana tik pred Kolumbovim odkritjem Amerike oziroma Novega sveta, ter predstavlja mejnik in zaključek španskega srednjega veka v dobi širitve španskega in portugalskega kolonialnega imperija.

## IzrazReconquista- zgodovinopisje in tradicija
Nekateri akademiki so navajali, da izraz rekonkvista ni točen, saj so se krščanska kraljestva, ki so ponovno osvobodila teritorij, oblikovala po tem, ko se je že zgodila islamska invazija. Španija in Portugalska prej nista obstajali kot naroda, zato dejansko ne gre za ponovno pridobitev ozemlja, saj se ne odvija s strani Vizigotskega kraljestva. Ta kraljestva pa se kljub temu predstavljajo kot neposredni dediči starodavnega Vizigotskega kraljestva. Eden prvih španskih intelektualcev, ki se je spraševal o zamisli o osvoboditvi, je Josë Ortega y Gasset, ki je pisal v prvi polovici 20. stoletja. Kljub temu je izraz v uporabi še danes. 
Zunaj Španije so stvari videli manj problematično. Nihče ni resno dvomil o uporabi izraza rekonkvista. Profesor Derek William Lomax je celo napisal knjigo z naslovom The Reconquest of Spain (Osvojitev Španije). Zavedajoč se vzvišenosti in zavrnitve s strani nekaterih, je veliki angleški hispanist izrazil v prvih vrsticah: »Rekonkvista (Reconquista) je konceptualni okvir, ki ga uporabljajo zgodovinarji. Toda za razliko od koncepta srednjega veka, to ni umetni koncept. Nasprotno, rekonkvista je bila ideologija, ki so si jo španski kristjani izmislili kmalu po letu 711 in njeno učinkovito uresničevanje je pomenilo, da se je ohranila kot zgodovinska tradicija ter postala predmet nostalgije in retoričnega klišeja publicistov, tako tradicionalistov kot marksistov«. 
Že od prvih trenutkov je bila rekonkvista za dele različnih kraljestev in posestev, ki so bila izolirana na severnem goratem območju polotoka, pravi proces obnove in osvoboditve. Osvobojena niso bila samo območja, temveč tudi številna krščanska ljudstva (hispansko-viziogotska), ki so stoletja živela na okupiranem ozemlju. Ta ljudstva predstavljajo prave dediče Vizigotskega kraljestva.
Zgodnja reakcija kantabrijske obale proti islamu podpira idejo o takojšnji zavrnitvi Arabcev in razvoju rekonkviste skoraj takoj po začetku arabskega osvajanja. Velik del kantabrijskih obal ni bil nikoli osvojen s strani Arabcev, kar upravičuje idejo, da sta se arabska konkvista (traja kratek čas) in krščanska rekonkvista (traja zelo dolgo) prekrivali, kar pomeni, da se lahko obravnavata kot eno samo zgodovinsko obdobje. Bitka pri Guadalateju je prva bitka za obrambo Vizigotskega kraljestva leta 711, ki prav tako zaznamuje začetek muslimanske invazije. V zlati dobi (Siglo de Oro) so pesniki opredeljevali Špance kot Gote. Zato je po mnenju kritikov to delni koncept, saj prenaša le krščansko in evropsko vizijo tega kompleksnega zgodovinskega procesa v neupoštevanju mnenja andaluzijskih muslimanov.
Pisatelji, kot je Ignacio Olagüe Videla, iz islamske revolucije na zahodu (1947), menijo, da je arabska vojna invazija le mit in trdijo, da je ustanovitev Al Andaluza posledica spreobrnitve velikega dela španskega prebivalstva v islam. Te teze je preučeval znan Arabec González Ferrín v svojem delu Historia General de Al-Andalus, v katerem je zapisal: »que en verdad nunca existió« (Nikoli ni res obstajal).
Olagüove hipoteze danes, v sedanjem zgodovinopisju, nimajo pomembne podpore. Olagüejevo delo je bilo opisano kot »zgodovina fikcije« in zavrnjeno v akademskih krogih. Arheologija in starodavna besedila si bistveno nasprotujejo, saj bogati viri in arheološke najdbe dokazujejo, da je bilo islamsko osvajanje nasilno, s številnimi bitkami in obleganji, s katerimi je islamska vojska iztrebila celotne populacije, takšen primer je Zaragoza. Prav tako se v veliko krščanskih in muslimanskih virih pojavljajo zapisi o visokih davkih, ki so jih plačevali le nemuslimani, kot sta gizya, harag, prav tako lahko zasledimo zakone, v katerih so zapisani pogoji o manjvrednosti nemuslimanskega prebivalstva. 
V svojem delu España invertebrada (Španija brez hrbtenice) je José Ortega y Gasset trdil, da rekonkvista Španije v 8. stoletju ni rekonkvista (Una reconquista de ocho siglos no es una reconquista). Zanimivo pa je, da je običajno uporabljal izraz »osvajanje Granade« na mesto »ponovno osvajanje Granade«.
Nekateri avtorji so brez uspeha predlagali uporabo alternativnega izraza »krščansko osvajanje«, vendar se izraz rekonkvista še naprej uporablja s strani strokovnjakov in laikov za poimenovanje tega zgodovinskega obdobja.

## Koncept in trajanje
Tradicionalni zgodovinopisci že od 19. stoletja poudarjajo obstoj rekonkviste kot neprekinjen pojav, s katerim so krščanska iberska kraljestva nasprotovala muslimanskim kraljestvom in jih kasneje tudi osvojila. Muslimanska kraljestva so predstavljala skupnega sovražnika, ki je vojaško zavzel območje, ki je prej pripadalo domorodnim iberskim kristjanom. 
Koncept krščanske rekonstrukcije Iberskega polotoka se je naprej pojavil v nejasni obliki konec 9. stoletja. Mejnik je postavila Christianova Chronica Prophetica (883-884), ta dokument poudarja krščanski in muslimanski kulturni in verski razkorak na Iberskem polotoku in potrebo po izgonu muslimanov. V istem obdobju je predstavljena Crónica Albeldenske, ki navaja pojem ponovnega pridobivanja ozemlja izpod oblasti muslimanskih osvajalcev, ter obnovitev združene krščanske države kakršna je obstajala v času Vizigotskega kraljestva. 
Krščanski in muslimanski vladarji so se med seboj borili. Kljub temu pa so med muslimani in kristjani obstajala neobičajna zavezništva. Razlike med njimi so najbolj »zameglili« plačniki na obeh straneh, ki so se borili za tistega, ki jim je plačal največ. Tako lahko danes vidimo, da je imelo to obdobje serijo epizod relativne religiozne tolerance. 
Sodobna zamisel o konceptu rekonkviste je neločljivo povezana z osnovnimi miti o španskem nacionalizmu v 19. stoletju in konsolidirana od sredine 20. stoletja, med Francovo nacionalno – katoliško diktaturo. Zamisel o osvobodilni vojni, o osvoboditvi pred muslimani, ki so bili prikazani kot tujci, je uporabljena tudi v času španske državljanske vojne proti republikanskim upornikom, ki so ogrožali regionalni nacionalizem in komunizem.

## Konsolidacija krščanskih jeder/islamsko osvajanje krščanskega Iberskega polotoka
Leta 711 je na Iberskem polotoku potekala prva invazija muslimanov, predvsem so to bili severnoafriški berberski vojaki, med katerimi je bilo nekaj Arabcev. Prepluli so Gibraltarsko ožino (ki svoje sedanje ime dolguje Tariqu, generalu, ki se je tam izkrcal) in začeli osvajati Vizigotsko kraljestvo Hispanijo. Tukaj je Roderik, eden zadnjih vizigotskih kraljev, izgubil življenje v bitki pri Guadaleteju. Táriq je bil poklican v Damask, ki je bil takrat prestolnica kalifata, od koder se nikoli ni vrnil. Njegovo mesto je zasedel guverner Abd al-Aziz.
Takrat so začeli s politiko pogodb s plemenitimi Vizigoti, ki so jim dali v nadzor preostali del Iberskega polotoka. Leta 716 je bil Abd al-Aziz umorjen v Sevilji in s tem se je začela kriza. Istega leta so začeli Arabci svoje sile usmerjati proti Pirenejem, saj so poskušali vstopiti v Karolinško kraljestvo. Leta 719 so prevzeli nadzor nad Septimanijo, zadnjo pokrajino Vizigotskega kraljestva. 
Hitro in močno islamsko invazijo je, poleg dejavnikov, ki so privedli do globalne širitve islama, mogoče razložiti s slabostmi, ki so vplivale na Vizigotsko kraljestvo:
- Krhka in nepopolna oblast, ki se je izvajala na polotoku, saj je leta 711 kralj Roderik vodil vojaško akcijo proti severu.
- Razdelitev elit s spori, povezami z izvolitvijo naslednikov na prestol monarhije, saj ta ni bil deden.
- Zmanjšanje trgovske dejavnosti je povzročilo devalvacijo judovskega prebivalstva, ki je imelo v glavnem vodilno vlogo. Tudi oni bi lahko videli prednost v položaju hebrejskih manjšin, ki jih ščiti islamska jurisdikcija.

## Islamska vladavina
Po ustanovitvi lokalnega emirata je vladar Omajadskega kalifata odstranil številne uspešne muslimanske poveljnike. Tarik ibn Zijad, prvi guverner na novo osvojeni pokrajini Al Andaluz, je bil odpoklican v Damask, da bi zamenjal Muso bin Nusairja, ki je bil njegov nekdanji nadrejeni. Musov sin Abd al-Aziz ibn Musa se je poročil z Egilono, Roderikovo vdovo in ustanovil svojo regionalno vlado v Sevilji. Osumljen je bil, da je pod vplivom svoje žene in je bil obtožen, da se želi spremeniti v krščanstvo in da načrtuje secesionistični upor. Kalif Al-Walid je umrl leta 715, nasledil ga je njegov brat Sulejman ibn Abd al-Malik. Zdi se, da je Sulejman kaznoval preživelega Musa bin Nusairja, ki je kmalu umrl med romanjem leta 716. Na koncu je bratranec Abd al-Aziza ibn Musa, Ayyub ibn Habib al-Lakhmi postal emir Al Andaluza.
Generali, ki so bili zadolženi za osvajanje, so morali nujno delovati samostojno zaradi načinov komuniciranja, ki so bili na voljo. Uspešni generali na terenu in v oddaljenih provincah/pokrajinah so si pridobili osebno zvestobo svojih častnikov in bojevnikov, njihove ambicije pa so bile spremljane s strani različnih oddaljenih vlad, z določeno mero zaskrbljenosti in suma. Na koncu so nekdanje uspešne generale zamenjale mlajše generacije, ki so bile bolj zveste vladi v Damasku. 
Resna pomanjkljivost muslimanskih osvajalcev je bila etnična napetost med Berberi in Arabci. Berberi so bili avtohtoni prebivalci Severne Afrike, ki so se šele pred kratkim spreobrnili v islam. Ti so predstavljali večino vojakov, ki so sestavljali islamsko vojsko, vendar so zaznali arabsko diskriminacijo. Ta latentni notranji spor je ogrozil muslimansko enotnost. 
Po islamski osvojitvi večine Iberskega polotoka v letih 711-718 in vzpostavitvi Al Andaluz, je pohod Omajadov doživel velik poraz v bitki pri Toulousu in jih za nekaj časa ustavila na poti proti severu. Odo Veliki iz Akvitanije je svojo hčer poročil z Uthmanom ibn Naissijem, berberskim upornikom in gospodom iz Cerdanya (morda tudi iz Katalonije), da bi zavaroval svoje južne meje in s tem preprečil napad Martina Martela na severu. Vendar je velika kazenska ekspedicija, ki jo je vodil Abdul Rahman Al Ghafiqi, najnovejši emir Al Andaluza premagala in ubila Uthmana. Muslimanski guverner je zbral ekspedicijo severno od zahodnih Pirenejev, oplazil območja do Bordeauxa in porazil Oda Velikega v Bitki pri reki Garoni leta 732.
Obupani Odo je prosil za pomoč Karla Martela, vodjo frankovske in ostale vojvodske vojske proti Omajadom. Martel jih je premagal v bitki pri Toursu leta 732, s tem, ko je ubil Abdula Rahmana Al Ghafiqija. Kljub temu, da se je takrat mavrska vlada začela umikat, je na delih Iberskega polotoka ostala še 760 let.

## Začetek rekonkviste
Prva zmaga v uporu proti muslimanskemu vladanju se je zgodila v Asturiji leta 722. Drastično povečanje davkov, ki jih je uveljavil emir Anbasa ibn Suhaym Al-Kalbi, je vzbudilo več uporov v Al Andaluzu, ki jih ni uspela zatreti vrsta uspešnih šibkih emirjev. Okoli 722 je bila muslimanska vojska pozno poleti poslana na sever, da bi preprečila upor, ki ga je vodil Pelagij Asturski (Pelayo v španščini, Pelayu v asturščini). Tradicionalna zgodovinopisje je zabeležilo Pelagijevo zmago v bitki pri Covadongi kot začetek rekonkviste. Noben muslimanski vir ne omenja te bitke, v nasprotju z bitko v Toulousu leta 721. Za Pelagija pa je krščanska zmaga zagotovila njegovo neodvisno vladavino, natančen datum in okoliščine bitke pa so nejasni. Možno je, da je bil Pelagijev upor uspešen, ker se je večji del muslimanskih sil osredotočal na Septimanijo in Toulouse (721).
Dve severni kraljestvi, baskovska Navarra in Asturija, sta kljub majhnosti pokazali sposobnost, da ohranita svojo neodvisnost. Ker Omajadi s sedežem v Córdobi niso mogli razširiti svoje moči nad Pireneje, so se odločili za utrditev moči na Iberskem polotoku. Arabsko-berberske sile so občasno vdrle globoko v Asturijo, vendar je bilo to območje na obrobju islamskega sveta, ki je bilo med pohodi in majhnimi interesi neredno obremenjeno. 
Ni presenetljivo, da se je Alfonso osredotočil na širjenje svojih ozemelj na račun Galicije in Baskije, ki sta bili na obeh straneh njegovega kraljestva, ter da se je osredotočil na napad berberskih upornikov v Meseti. V prvih desetletjih je bil asturski nadzor nad delom kraljestva šibek, zato ga je bilo potrebno nenehno krepiti z zakonskimi zvezami in vojno z drugimi ljudstvi na severu Iberskega polotoka. Po Pelajevi smrti leta 737 je bil za kralja izvoljen njegov sin Favila Asturski. Favila naj bi ubil medved. Pelajeva dinastija v Asturiji je preživela in postopoma razširila meje kraljevine, dokler okoli leta 775 ni bil vključen celoten severozahodni del Iberskega polotoka. Nadaljnja širitev severozahodnega kraljestva proti jugu se je zgodila v času vladavine Alfonsa II. (od 791 do 842). Astursko kraljestvo je postalo trdno uveljavljeno s priznanjem Alfonsa II. kot kralja Asturije s strani Karla Velikega in papeža. 

## Severna krščanska kraljestva

### Kraljevina Asturija (718-924)
Astursko kraljestvo je bilo locirano v kantabrijskih planinah, v namočeni gorski regiji na severu Iberskega polotoka. To je bila prva krščanska moč, ki se je pojavila. Kraljestvo je ustanovil plemič Pelagij, ki se je vrnil po bitki pri Guadaleteju leta 711 in bil izvoljen za vodjo Asturijcev. Postavil je temelje kraljevine Asturije in začel dinastijo Astur-Leonese, ki je obstajala od leta 718 do 1037, in prav tako vodil začetne ideje na Iberskem polotoku, da bi pridobil nazaj ozemlja, ki so si ga zavzemi Mavri. Prestolnica je bila Cangas de Onís. 
Pelagijevo kraljestvo je bilo prvotno več kot le zbirna točka za obstoječe gverilske sile. V prvih desetletjih je bila asturska oblast nad različnimi območji kraljevine še vedno ohlapna, zato jo je bilo treba nenehno krepiti z zakonskimi zvezami z drugimi močnimi družinami s severa Iberskega polotoka. Tako je bila Ermesinda, hči Pelagija, poročena z Alfonzom, ki je bil sin kantabrijskega kralja. Alfonzov sin Fruela se je po tem, ko je zdrobil baskovsko vstajo (verjetno upor), poročil z Munio iz Álave. 
Alfonzova vojaška strategija je bila takrat značilna za ibersko vojno. Brez sredstev potrebnih za osvajanja velikih ozemelj, so njegove taktike obsegale racije v obmejnih regijah Vardulia. S plenjenjem si je pridobil dovolj denarja, da je lahko plačal dodatne vojaške sile, ki so napadale muslimanska mesta. Prav tako je svojo kraljevino razširil na zahod z osvojitvijo Galicije. 
V času vladavine kralja Alfonza II. (791-842) je bilo kraljestvo trdno uveljavljeno, vrsta muslimanskih napadov pa je povzročila prenos asturske prestolnice v Oviedo. Začel je z diplomatskimi stiki s kralji Pamplone in Karolingi, s tem pa je pridobil uradno priznanje za svoje kraljestvo in njegovo krono od papeža in Karla Velikega.
Kosti svetega Jakoba so bile leta 813 ali verjetno dve ali tri desetletja pozneje najdene v Flaviji. Kult svetnika je bil kasneje prenesen v Santiago de Compostela (iz latinskega campus stellae, dobesedno 'zvezdno polje'), morda v zgodnjem 10. stoletju, ko se je asturska moč preselila iz gorskih območij v León in postala kraljestvo Leon ali Galicija-Leon. 
Kljub številnim bitkam niso imeli niti Omajadi niti Asturijci zadostne sile, da bi zagotovili nadzor nad severnimi ozemlji. Pod vladavino Ramiroja, ki je slovel po zelo legendarni bitki pri Claviju, se je meja začela počasi pomikati proti jugu, asturska gospodarstva v Kastiliji, Galiciji in Leonu pa so bila utrjena, se je na teh ozemljih začel intenzivni program ponovnega naseljevanja na podeželju. Leta 924 je Astursijsko kraljestvo postalo kraljestvo León, ko je León postal sedež kraljevega dvora.

### Kraljevina Leon (910-1230)
Alfonz III. Asturski je ponovno naselil strateško pomembno mesto León in ga določil kot svojo prestolnico. Začel je serijo pohodov za vzpostavitev nadzora nad vsemi deželami severno od reke Duero. Svoje ozemlje je reorganiziral v glavne vojvodine (Galicijo in Portugalsko) ter glavna okrožja (Saldaña in Castile) in obogatil meje s številnimi gradovi. Po njegovi smrti leta 910 je bil preobrat regionalne moči zaključen, ko je kraljestvo postalo kraljestvo Leon. Iz te baze moči je njegov dedič Ordoño II. uspel organizirati napade proti Toledu in celo Sevilji.
Kordovski kalifat je dobil moč in začel napadati León. Kralj Ordoño II. je bil povezan z Navarro proti Abd-al-Rahmanu, kljub temu je bil kralj v Valdejunqueri leta 920 poražen. V naslednjih 80 letih je Kraljevina León utrpela civilne vojne, mavrski napad, notranje poizkuse in atentate ter delno neodvisnost Galicije in Kastilije, s čimer se je samo zavlačevala osvoboditev krščanskih sil. Šele v naslednjem stoletju so kristjani začeli gledati na svoje zmage kot del dolgotrajnega prizadevanja za ponovno vzpostavitev enotnosti Vizigotskega kraljestva.
Edina točka v tem obdobju, ko se je pokazalo upanje za Leon, je bila vladavina Ramira II.. Kralj Ramiro II., ki je bil v zavezništvu s Fernándom Gonzálezom iz Kastilije, je leta 939 premagal kalifat v Simancasu. Po tej bitki je pridobil 12 let miru, vendar je moral Gonzálezu priznati neodvisnost Kastilije kot plačilo za njegovo pomoč v bitki. Po tem porazu so se mavrski napadi zmanjšali, dokler ni Almanzor začel svojega pohoda. Alfonso V. je končno ponovno prevzel nadzor nad svojimi ozemlji leta 1002. 
Osvajanje Leona ni vključevalo Galicije, ki je bila po umiku kralja Leona prepuščena začasni neodvisnosti. Galicija je bila kmalu premagana (Ferdinand, sin Sancha Velikega, okoli 1038). Kljub temu je to kratko obdobje neodvisnosti pomenilo, da je Galicija ostala, in je razlog, da je del Španije in ne Portugalske. Naslednji kralji so se imenovali kot kralji Galicije in Leona, namesto zgolj kralji Leona.

### Kraljevina Kastilija (1037-1230)
Ferdinand I. Leonski je bil vodilni kralj sredi 11. stoletja. Osvojil je Coimbro in napadel taife (samostojne muslimanske kneževine; nekaj jih je bilo ustanovljenih v Al Andaluz) in pogosto zahteval parias (prihaja iz srednjeveške latinske besede pariāre in pomeni 'da bi bili enaki', gre za plačilo) oz. davke, ki so jih taife plačevale krščanskim kraljestvom na severu Španije. Ferdinandova strategija je bila še naprej zahtevati davke, dokler bi bila muslimanska kraljestva vojaško in finančno oslabljena. Prav tako je spremenil mnoge meje s tako imenovanimi fueros (lokalni zakoni in privilegiji). Po navarski tradiciji je po svoji smrti leta 1064 kraljestvo razdelil med svoje sinove. Njegov sin Sancho II. Kastiljski je želel ponovno združiti kraljestvo svojega očeta in zato napadel svoje brate. Na svoji strani je imel mladega plemiča Rodriga Díaza, pozneje znanega pod imenom El Cid Campeador. Sancho je bil ubit v obleganju Zamore. Ubil ga je Bellido Dolfos (znan tudi kot Vellido Adolfo). Po njegovi smrti je njegov brat Alfonz VI. prevzel Leon, Kastilijo in Galicijo. 
Alfonz VI. je dal več moči fuerosom in ponovno naselil Segovio, Avilo in Salamaco. Potem, ko je zavaroval meje, je leta 1085 premagal močno taifsko kraljestvo v Toledu. Toledo je bil prestolnica nekdanjega Vizigotskega kraljestva, tako je z njegovo osvojitvijo Alfonz postal poznan po celotnem krščanskem svetu. Vendar pa je bila ta osvojitev postopna in mirna ter je trajala kar nekaj desetletij. Šele potem, ko je prišlo do preselitev prebivalstva, je bil Toledo dokončno osvojen. 
Alfonz VI. je bil zelo premišljen monarh z dobro taktiko, odločil se je razumeti muslimanska kraljestva in je za doseganje političnih ciljev izbral diplomatski pristop preden je uporabil silo. Dobil je naziv Imperator totius Hispaniae ('Cesar vse Hispanije', torej cesar vseh krščanskih kraljestev Iberskega polotoka). Alfonzova agresivnejša politika proti taifam je skrbela vladarje krščanskih kraljestev, ki so za pomoč prosili afriške Almoravide (imperialna berberska muslimanska dinastija s centrom v Maroku).

### Kraljevina Navarra (824-1620)
Kraljevino Navarro štejemo za naslednico Kraljevine Pamplone, ustanovljene ob navarski prestolnici leta 824. 
Kraljevina Pamplona se je predvsem razširila na obeh straneh Pirenejev. Kraljestvo je nastalo, ko se je lokalni voditelj Íñigo Arista uprl regionalni frankistični oblasti in je bil kasneje leta 824 izvoljen/razglašen za kralja v Pamplomi. 
Čeprav je bila Pamplona do začetka 11. stoletja razmeroma šibka, je prevzela aktivnejšo vlogo po prihodu Sancha Velikega (1004-1035). V času njegovega vladanja se je kraljestvo močno razširilo, saj si je priključilo Kastilijo, Leon in Aragonijo ter druga manjša okrožja. Ta razširitev je omogočila tudi osamosvojitev Galicije in prevladujoč položaj nad Gaskonjo.
V 12. stoletju se je kraljestvo skrčilo. Leta 1162 se je Sancho VI. razglasil za kralja Navarre. Skozi svojo zgodnjo zgodovino se je to kraljestvo predvsem ukvarjalo s pogostimi spopadi s Karolinškim cesarstvom, od katerega je ohranjalo svojo neodvisnost, kar je bila njena ključna značilnost do leta 1513. 

### Aragonsko kraljestvo(1035-1706)
Aragonsko kraljestvo je nastalo, ko je Sancho III. razdelil svoje veliko kraljestvo med sinove. Aragonija je bila del območja, ki je pripadala Ramiru I. Aragonskem, nezakonitem sinu Sancha III. Aragonskega, ki se je združil v osebno zvezo z Navarro do smrti Alfonsa Battlerja (1135). 
Aragonsko kraljestvo si je čez čas priključilo številna ozemlja v Sredozemlju. Jakob I. Aragonski je razširil kraljestvo na sever, jug in vzhod. 
V začetku svojega vladanja je Jakob I. ponovno poskusil združiti Aragonsko kraljestvo z Navarro (tedanji vladar Navarre Sancho VII. iz Navarre ni imel otrok). Toda Navarci so ga zavrnili in za naslednika prestola izbrali Teobalda IV. (Teobald IV. iz Champagne). Jakobov potomec, Ferdinand II. Aragonski, je Aragonijo pripeljal do viška moči z osvojitvijo Navarre južno od Pirenejev in Granade.

### Kraljevina Portugalska (1139-1910)
Leta 1139 je Alfonz Henrik s svojimi četami v bitki pri Ourqueju premagal Almoravide in tako postal prvi kralj Portugalske. S pogodbo iz Zamore leta 1143, je Alfonz VII. Leon in Kastilija priznal portugalsko neodvisnost od Kraljevine León. Leta 1149 je papež Aleksander III. priznal Alfonza Henrika kot kralja Portugalske. 
Ko je bila Portugalska končno priznana kot neodvisna kraljevina s strani vseh njenih sosedov, so Alfonz in njegovi nasledniki, potisnili Mavre na južne obale Portugalske. Po mnogih akcijah se je portugalska rekonkvista končala leta 1249 z dokončno zasedbo mesta Algarve. Vsa Portugalska je tako bila pod nadzorom Alfonsa III., pod njegovo oblastjo so se verske, kulturne in etnične skupine postopoma homogenizirale. 
Po dokončni rekonkvisti je portugalsko ozemlje postalo katoliško kraljestvo. Kljub temu je Denis Portugalski izvedel kratkotrajno vojno s Kastilijo, saj je želel zaseči mesti Serpa in Moure. Po tem se je Denis vojn izogibal, prav tako je leta 1297 podpisal pogodbo v Alcanizesu, ki je postavila današnje meje s Fernandom IV. Kastiljskim. 
Izkušnje pridobljene med rekonkvisto, so bile temeljnega pomena za osvajanje Ceute, kar je predstavljalo prvi korak k ustanovitvi portugalskega cesarstva. Prav tako je stik z muslimanskimi navigacijskimi tehnikami in znanji omogočil nastanek portugalskih navtičnih odkritij, kot je na primer karavela (glavna portugalska ladja med njihovimi potovanji v dobi odkrivanja novega sveta). 

## Krščansko ponovno osvajanje Iberskega polotoka
Napredek krščanskih kraljestev na Iberskem polotoku je bil počasen in zapleten proces, v katerem obdobja širitve spremljajo drugi procesi, kot je stabilizacija meja. Z različnimi kraljestvi in krščanskimi jedri se je spreminjal tudi ritem širitve. Prav tako se je skozi različna obdobja spreminjala oblika in sila muslimanske oblasti, s katero so se soočali (doživela je različne faze centralizirane oblasti in obdobje razpada). Prav tako je bila osvajalna širitev prežeta z nenehnimi konflikti in spreminjanji paktov med krščanskimi kraljestvi, pogajanji in sporazumi z muslimanskimi regionalnimi silami.
8.-10. stoletje: Ponovna osvojitev ozkega gorskega pasu na severu je bila zaključena v samo petih letih (711-716). Glavna prizadevanja do 10. stoletja so bila usmerjana v ustanovitev novih politično-institucionalnih struktur in oblikovanje temeljne fevdalnosti na polotoku. Na zahodu se je okrepilo Astursko kraljestvo, ki se je razširilo med Galicijo, Duerom in Nervionom. Na vzhodu so nastala različna pirenejska krščanska središča, ki so bila pod stalnim vplivom Karolingov. Negotova situacija se je pokazala med vladavino Abd al-Rahmana III. (912-961), ko so priznali suverenost kalifata. 
11.-12. stoletje: Razpad kalifata je olajšal počasen krščanski napredek skozi severno planoto in dolino reke Ebro. To je obdobje evropeizacije z odpiranjem kontinentalnih kulturnih tokov in sprejetjem verske nadvlade v Rima. Vzpon Kastiljsko-Leonskega kraljestva je povzročil zaporedne severnoafriške invazije (Almoravidi in Almohadi), ki so preprečili propad muslimanske Španije. 
13.-14. stoletje: Zavezništvo med krščanskimi kraljestvi doseže dokončen propad Al Andaluz z osvoboditvijo južne Španije, razen Granade. Razširitev Kastiljskega in Aragonskega kraljestva je ustvarila/povzročila veliko težav. V Andaluziji in Murciji je prihod velikih gospodov (vojnih junakov) in izgon domorodnih ljudstev povzročil gospodarsko nazadovanje ozemlja. V Valenciji in Alicanteju so si podredili muslimansko prebivalstvo, ki je ohranjalo gospodarsko blaginjo. 
15. stoletje: Muslimansko kraljestvo Granade se je tako dolgo obdržalo iz različnih razlogov, med katerimi so: njihov status vazalov kastiljskega kraljestva, teritorij primeren ta pribežališče muslimanskega prebivalstva, hribovit značaj ozemlja, podpora iz Severne Afrike, srednjeveška kastiljska kriza in ravnodušnost Aragonije (zasedena s širjenjem po Sredozemlju). Prav tako je dala kulturna in verska homogenost granadskemu kraljestvu močno kohezijo. Njegovo izginotje konec petnajstega stoletja je poleg neskončnih dinastičnih bojev povezano tudi z izgradnjo sodobne države, ki jo izvajajo katoliški monarhi s teritorialnim združevanjem in okrepitvijo katoliške krone.

## Krščanska repopulacija Iberskega polotoka
Rekonkvista ni bila le proces vojne in osvajanj, temveč tudi ponovne naselitve. Krščanski kralji so svoje prebivalce naseljevali v mesta, ki so jih muslimani zapustili, da bi dobili prebivalstvo, ki je bilo sposobno braniti meje. Glavna območja naselitve so bila severna planota, visoka dolina reke Ebro in osrednja Katalonija. Ponovna naselitev območja reke Duero je potekala v dveh različnih fazah. Naselitev severno od reke je potekala med 9. in 10. stoletjem, pri čemer so uporabljali sistem pritiska. Poselitev južno od reke pa je potekala v 10. in 11. stoletju. Namesto pritiska so tukaj uporabljali fuerose. Fuerosi so bili uporabljeni tudi južno od osrednjega območja. 
Sistem pritiska se je navezoval na skupino kmetov, ki so prečkali gore in se naselili v zapuščenih delih porečja reke Duero. Asturski zakoni so spodbujali ta sistem, s tem da so kmetom dodelili vso zemljo, da so jo ti kasneje branili kot lastnino. Seveda pa so asturski in galicijski plemiči in duhovniki v te predele odpošiljali tudi svoje ekspedicije s kmeti, ki so jih vzdrževali. To je pripeljalo do zelo fevdalnih območij, kot sta León in Portugalska. Za razliko od teh je Kastilijo vodil en sam gospod, ki je imel v lasti glavno ne fevdalno ozemlje. Sistem pritiska se je pojavljal tudi v Kataloniji. 
Od 10. stoletja naprej so mesta pridobivala vse večjo pomembnost in moč zaradi ponovnega pojava trgovine in večanja prebivalstva. Fuerosi so dokumentirali privilegije in pravila, ki so jih dali vsem ljudem, ki so naseljevali mesta. Fuerosi so zagotovili pobeg iz fevdalnega sistema, saj jih je lahko odobril le monarh. Kot posledica, je bil mestni svet odvisen samo od monarha, ki mu je moral nuditi pomoč. Prvi fueros je dal grof Fernán González prebivalcem Castrojeriza v 90. letih. Vsa najpomembnejša srednjeveška mesta na Iberskem polotoku so imela fuerose. 
Od sredine 13. stoletja naprej ni bilo odobrenih nobenih listin, saj je demografski pritisk izginil in tako so bila ustvarjena druga sredstva ponovnega naseljevanja. Fueros je ostal kot mestna listina do 18. stoletja v Aragoniji, Valenciji in Kataloniji, ter do 19. stoletja v Kastiliji in Navarri. 

## Konec ponovnega osvajanja Španije
Katoliški kralji so 2. januarja 1492 končali ponovno osvajanje Španije z zavzetjem Granade, kjer se vsako leto 2. januarja odvija festival. Emir Boabdil iz dinastije Nazaridov je moral zapustiti Granado. Religijska strpnost je takrat prenehala obstajati z izgonom Judov leta 1492 in s prepovedjo islamskega kulta v Granadi, v nasprotju z dogovorjenimi pogoji leta 1500. Končala se je konec drugega stoletja z izgonom Moriskov, s čimer se je homogeniziral celoten polotok. 